# Кесонг
Кесонг (кореј. 개성특별시) град је у јужном делу Северне Кореје.

## Историја
Кесонг је био престоница краљевства Корјо између 10. и 12. века.

## Географија

### Клима
| Клима Кесонга (1981—2010)                  | Клима Кесонга (1981—2010) | Клима Кесонга (1981—2010) | Клима Кесонга (1981—2010) | Клима Кесонга (1981—2010) | Клима Кесонга (1981—2010) | Клима Кесонга (1981—2010) | Клима Кесонга (1981—2010) | Клима Кесонга (1981—2010) | Клима Кесонга (1981—2010) | Клима Кесонга (1981—2010) | Клима Кесонга (1981—2010) | Клима Кесонга (1981—2010) | Клима Кесонга (1981—2010) |
| Показатељ \ Месец                          | .Јан.                     | .Феб.                     | .Мар.                     | .Апр.                     | .Мај.                     | .Јун.                     | .Јул.                     | .Авг.                     | .Сеп.                     | .Окт.                     | .Нов.                     | .Дец.                     | .Год.                     |
| ------------------------------------------ | ------------------------- | ------------------------- | ------------------------- | ------------------------- | ------------------------- | ------------------------- | ------------------------- | ------------------------- | ------------------------- | ------------------------- | ------------------------- | ------------------------- | ------------------------- |
| Максимум, °C (°F)                          | 0,6 (33,1)                | 3,9 (39)                  | 9,7 (49,5)                | 17,1 (62,8)               | 22,1 (71,8)               | 26,1 (79)                 | 27,6 (81,7)               | 28,9 (84)                 | 25,3 (77,5)               | 19,6 (67,3)               | 10,9 (51,6)               | 3,8 (38,8)                | 16,3 (61,3)               |
| Просек, °C (°F)                            | −4,2 (24,4)               | −1,2 (29,8)               | 4,2 (39,6)                | 10,8 (51,4)               | 16,2 (61,2)               | 20,8 (69,4)               | 23,7 (74,7)               | 24,5 (76,1)               | 20,0 (68)                 | 13,4 (56,1)               | 5,5 (41,9)                | −1,2 (29,8)               | 11,0 (51,8)               |
| Минимум, °C (°F)                           | −8,8 (16,2)               | −5,9 (21,4)               | −0,7 (30,7)               | 5,3 (41,5)                | 11,4 (52,5)               | 16,7 (62,1)               | 20,7 (69,3)               | 21,2 (70,2)               | 15,5 (59,9)               | 8,0 (46,4)                | 0,8 (33,4)                | −5,3 (22,5)               | 6,6 (43,9)                |
| Количина падавина, mm (in)                 | 14,0 (0,551)              | 16,8 (0,661)              | 32,3 (1,272)              | 49,8 (1,961)              | 96,7 (3,807)              | 112,3 (4,421)             | 368,0 (14,488)            | 275,7 (10,854)            | 132,9 (5,232)             | 39,7 (1,563)              | 42,7 (1,681)              | 16,2 (0,638)              | 1.197,1 (47,13)           |
| Дани са падавинама (≥ 0.1 mm)              | 4,6                       | 4,0                       | 5,5                       | 6,1                       | 7,9                       | 8,9                       | 14,1                      | 11,7                      | 6,3                       | 4,9                       | 6,3                       | 4,7                       | 85,0                      |
| Дани са снегом                             | 6,4                       | 3,8                       | 2,4                       | 0,0                       | 0,0                       | 0,0                       | 0,0                       | 0,0                       | 0,0                       | 0,0                       | 1,5                       | 5,0                       | 19,1                      |
| Релативна влажност, %                      | 67,0                      | 64,4                      | 64,0                      | 65,9                      | 73,1                      | 77,8                      | 85,3                      | 83,0                      | 75,3                      | 70,3                      | 68,8                      | 67,9                      | 71,9                      |
| Извор: Korea Meteorological Administration |                           |                           |                           |                           |                           |                           |                           |                           |                           |                           |                           |                           |                           |

## Партнерски градови
- Куско[2]